# Іпутінга (район Ресіфі)
Іпутінга (порт. Iputinga) — район міста Ресіфі, штат Пернамбуку, Бразилія. Район межує з районами Варзеа, Кашанга, Сідаді-Універсітаріа, Енженью-ду-Мею, Кордейру, Посу-да-Панела і Монтейру, його перетинає проспект Кашанга, один з головних проспектів міста. Район розташований біля річки Капібарібі у межах її долини, де колись були розташовані цукрові плантації. Його назва походить від слів мови тупі: y puera = «стара річка», до яких було додано закінчення tinga.

## Ресурси Інтеренту
- Мапа району

| Бразилія | Це незавершена стаття з географії Бразилії. Ви можете допомогти проєкту, виправивши або дописавши її. |